# Cantonul Pontaumur
Cantonul Pontaumur este un canton din arondismentul Riom, departamentul Puy-de-Dôme, regiunea Auvergne, Franța.

## Comune
- La Celle
- Combrailles
- Condat-en-Combraille
- Fernoël
- Giat
- Landogne
- Miremont
- Montel-de-Gelat
- Pontaumur (reședință)
- Puy-Saint-Gulmier
- Saint-Avit
- Saint-Étienne-des-Champs
- Saint-Hilaire-les-Monges
- Tralaigues
- Villosanges
- Voingt